# Rio Água Mussunga
O Rio Água Mussunga é um curso de água do arquipélago de São Tomé e Príncipe, localizado no distrito de Lobata, ilha de São Tomé, corre para Norte até encontrar o mar próximo da Praia da Cruz frente ao Ilhéu das Cabras. 